# Литиевые смазки
Литиевые смазки, лито́лы — пластичные смазки, получаемые загущением нефтяных масел литиевым мылом 12-гидроксистеариновой кислоты. Мыло и масло образуют эмульсию в виде стабильного вязкого геля. Литиевый загуститель придаёт смазке термостойкость и вязкость, она хорошо прилипает к металлам и защищает их от коррозии.
Антифрикционная многоцелевая смазка, предназначена для применения в узлах трения транспортных средств, промышленного оборудования и судовых механизмов различного назначения. Смазки на литиевом мыльном загустителе впервые появились во время Второй мировой войны. В СССР разрабатывалась Центральным научно-исследовательским институтом авиационных топлив и масел (ЦИАТИМ).
Примерно с конца 1980-х — середины 1990-х годов считаются[кем?] устаревшими по своим основным свойствам и в профессиональном применении практически полностью вытеснены более современными и совершенными типами смазок (на комплексных, полимочевинных, неорганических и т. п. загустителях). Тем не менее, благодаря дешевизне и узнаваемости для массового потребителя всё ещё широко используются в быту для смазывания неответственных узлов, в которых отсутствуют высокие нагрузки и температуры, нет прямого попадания воды, а сама смазка легко может быть заменена по истечении срока службы.

## Литиевые смазки СССР/России

### ЦИАТИМ-201
Представляет собой морозостойкую смазку, предназначенную для смазывания малонагруженных узлов трения качения и скольжения.
Область применения смазки ЦИАТИМ-201:
Узлы трения, работающие с малым усилием сдвига при невысоких нагрузках, авиационная техника, радиотехническое оборудование, электромеханические и другие приборы и точные механизмы.
Основные эксплуатационные характеристики Циатим-201:
- Работоспособна при температуре от −60 до +90 °С.
- Смазки Циатим-201, Циатим-202 схожи по составу и в большинстве случаев взаимозаменяемы.
- Производится по ГОСТ 6267-74
- Легко смывается водой

#### Недостатки
- Со временем на открытом воздухе она высыхает и теряет свои эксплуатационные свойства.
- При длительном хранении начинает отделяться масло, что ухудшает её эксплуатационные характеристики.

### ЦИАТИМ-202
Представляет собой морозостойкую смазку, предназначенную для смазывания малонагруженных узлов трения, качения и скольжения.
Область применения смазки Циатим-202:
Узлы трения, работающие с малым усилием сдвига при невысоких нагрузках, радиотехническое оборудование, электромеханические и другие приборы и точные механизмы.
Основные эксплуатационные характеристики Циатим-202:
- Легко смывается водой;
- Работоспособна при температуре от −50 до +120 °С.
- Смазки Циатим-201, Циатим-202 схожи по составу и в большинстве случаев взаимозаменяемы.

### ЦИАТИМ-203
Нефтяное трансформаторное масло, загущённое литиевым мылом технического саломаса и осерненного асидола; содержит вязкостную и противозадирную присадки.
Область применения смазки Циатим-203:
Зубчатые, червячные передачи редукторов, опоры скольжения и подшипники качения; различные силовые приводы, винтовые пары, нагруженные редукторы, механизмы, эксплуатируемые на открытых площадках, узлы трения автомобилей.
Основные эксплуатационные характеристики Циатим-203:
- Работоспособна при температуре −50…+100 °С.
- Превосходит ЦИАТИМ-201 по химической и коллоидной стабильностям и противоизносным характеристикам.

### Литол-24
Нефтяное масло вязкостью 60-75 мм2/с при 50 °С, загущённое литиевым мылом 12-гидроксистеариновой кислоты в количестве 10-15%; содержит антиокислительную и вязкостную присадки. Внешний вид — однородная мазь от светло-жёлтого до коричневого цвета.
Область применения смазки:
Подшипники качения и скольжения всех типов, шарниры, зубчатые и другие передачи, поверхности трения колёсных и гусеничных транспортных средств, индустриальных механизмов, электрических машин и т. п. Смазка может применяться для консервации.
Основные эксплуатационные характеристики:
- Высокая коллоидная, химическая и механическая стабильности
- Водостойкость умеренная, так как показатель вымываемости 6,5% (ссылка). Для сравнения, специализированные смазки на аналогичных нефтяных маслах на других загустителях могут иметь этот показатель до 0,8%.
- Работоспособна при температуре −40…+120 °С, кратковременно сохраняет работоспособность при температуре +130 °С, при нагревании не упрочняется.
- Консистенция NLGI  3
- Нагрузка сваривания на четырёхшариковой машине - посредственная, 1400-1500 н.[2]
- Производится по ГОСТ 21150-87

### Литол-24РК
Смесь нефтяных масел, загущённая литиевым мылом гидроксистеариновой кислоты; содержит антикоррозионную, защитную, вязкостную и антиокислительную присадки. Водостойкая, антикоррозионная, рабоче-консервационная смазка. Обеспечивает консервацию узлов трения в течение 10 лет. Работоспособна при температуре −40… +120°С. Выпускается по ТУ 38 УССР 201342-80. Область применения аналогична Литол-24.